# Djiman Koukou
Djiman Koukou (ur. 14 listopada 1990 w Porto-Novo) – beniński piłkarz grający na pozycji pomocnika.

## Kariera klubowa
Karierę piłkarską Koukou rozpoczął w klubie Requins de l’Atlantique FC. W 2007 roku odszedł do Soleil FC i w jego barwach zadebiutował w pierwszej lidze benińskiej. W Soleil FC grał do 2009 roku.
Następnie Koukou został piłkarzem Evian Thonon Gaillard FC, grającego we francuskiej trzeciej lidze, gdzie grał wraz z rodakiem Mohamedem Aoudou. W 2010 roku przeszedł do innego trzecioligowca, US Créteil-Lusitanos. Przez rok rozegrał tam 33 spotkania i zdobył jedną bramkę.
W 2011 roku Koukou odszedł do portugalskiego zespołu SC Beira-Mar z Primeira Liga. W tym samym roku został wypożyczony do drugoligowej drużyny CF Os Belenenses. Spędził tam sezon 2011/2012, a potem wrócił do Beira-Mar.
W styczniu 2013 został zawodnikiem francuskiego Chamois Niortais FC. W Ligue 2 zadebiutował 15 lutego 2013 w wygranym 1:0 meczu z AC Arles-Avignon. Barwy Chamois Koukou reprezentował do końca sezonu 2015/2016. Przez kolejne dwa sezony występował w RC Lens, także grającym w Ligue 2. We wrześniu 2018 podpisał kontrakt z rumuńską Astrą Giurgiu.

## Kariera reprezentacyjna
W reprezentacji Beninu Koukou zadebiutował w 2008 roku. W 2008 roku był rezerwowym zawodnikiem w Pucharze Narodów Afryki i nie rozegrał tam żadnego meczu. W 2010 roku w Pucharze Narodów Afryki 2010 grał w podstawowym składzie i wystąpił w 3 meczach: z Mozambikiem (2:2), Nigerią (0:1) i z Egiptem (0:2).